# Terra mia
Albums de Pino Daniele
- Pino Daniele
(1979)
Terra mia est le premier album du chanteur-compositeur italien Pino Daniele, sorti en 1977. Cet album est déjà marqué par la fusion de musique traditionnelle napolitaine et de blues qui fera le succès de Daniele dans sa carrière. L'album comporte un des titres les plus célèbres du chanteur, Napule è. 

## Liste des titres
Paroles et musique de Pino Daniele.
| No  | Titre                 | Durée |
| --- | --------------------- | ----- |
| 1.  | Napule è              | 3:47  |
| 2.  | Na tazzulella 'e cafè | 3:22  |
| 3.  | Ce sta chi ce penza   | 3:25  |
| 4.  | Suonno d'ajere        | 4:13  |
| 5.  | Maronna mia           | 2:52  |
| 6.  | Saglie saglie         | 2:39  |
| 7.  | Terra mia             | 2:06  |
| 8.  | Che calore            | 2:56  |
| 9.  | Chi pò dicere         | 1:27  |
| 10. | Fortunato             | 3:00  |
| 11. | Cammina cammina       | 2:46  |
| 12. | 'O padrone            | 3:50  |
| 13. | Libertà               | 3:49  |

## Formation

### Artiste
- Pino Daniele - guitare classique, acoustique, électrique, basse électrique (Maronna mia), mandoline, chant.

### Autres musiciens
- Rosario Iermano - batterie et percussions
- Enzo Avitabile - aerophone
- Rino Zurzolo - contrebasse acoustique et basse électrique
- Enzo Canoro - basse électrique sur Che calore e Fortunato
- Donatella Brighel - chœurs et voix soliste sur Saglie saglie et Suonno d'ajere
- Dorina Giangrande - chœurs
- Antonio Sinagra - arrangement instruments à cordes sur Napule è
- Piero Montanari - basse électrique sur Napule è et Na tazzulella 'e cafè
- Amedeo Forte - piano sur Napule è et Na tazzulella 'e cafè
- Roberto Spizzichino - batterie sur Napule è et Na tazzulella 'e cafè